# Амінево (Уйський район)
Амінево (рос. Аминево) — село в Уйському районі Челябінської області Російської Федерації.
Населення становить 830 осіб (2010). Входить до складу муніципального утворення Аміневське сільське поселення.

## Історія
З 1926 року належить до Уйського району, котрий у 1929-1962 роках називався Колхозний (Колгоспний). У 1962-1964 роках у складі Чебаркульського району.
Згідно із законом від 17 вересня 2004 року органом місцевого самоврядування є Аміневське сільське поселення .

## Населення
| 2002 | 2010 |
| ---- | ---- |
| 894  | ↘830 |